# Sejong den store
Sejong den store (født 6. maj 1397, død 18. maj 1450) var den fjerde dynast i Joseon-dynastiet. Han er bedst kendt for at have skabt det koreanske alfabet hangul, som han dog i sin samtid mødte stærk modstand mod at indføre, særlig fra skriftlærde i kinesiske tegn (hanja). Sejong er en af to koreanske herskere, som efter sin død har fået betegnelsen "den store" lagt til sit navn (den anden er Gwanggaeto den Store af Goguryeo).

## Tidlig liv
Sejong var den tredje søn af kong Taejong. Da han blev 12 år gammel, blev han storprins Chungnyeong (충녕대군; 忠寧大君) og giftede sig med datteren til Sim On (심온; 沈溫) af Cheongsong (청송; 靑松), bedst kendt som Lady Sim (심씨; 沈氏), som senere fik titlen prinsesse Soheon (소헌왕후; 昭憲王后).
Sejong udmærkede sig på flere områder og var faderens favorit.
Sejong blev Koreas hersker på en noget usædvanlig måde. Den ældste af kongens sønner, prins Yangnyung (양녕대군), mente, at han selv manglede de nødvendige færdigheder for at blive konge og mente, at Sejongs skæbne var at blive konge. Han og hans broder, prins Hyoryung (효령대군), var enige om, at det var deres pligt at sørge for, at Sejong blev konge. Med god hjælp af deres optræden ved hoffet i Seoul, sørgede de for at de blev bandlyst fra hovedstaden. Dermed var vejen banet for Sejong. Den ældste prins levede i bjergene, hvor han vandrede rundt, mens den anden prins søgte til et buddhistisk tempel, hvor han blev munk.
I juni 1418 abdicerede Kong Taejong, og Sejong blev kronet som konge af Joseon i august og begyndte samtidig sin kongegerning. Taejong hjalp til med råd indenfor militære spørgsmål de næste fire år frem til sin død i 1422.
Sejong var afhengig af jordbrugsproduktionen og etablerede et system, hvor bønderne betalte skat efter hvor stort afkast, avlingen gav. Dermed kunne bønderne bekymre sig mindre med skatteniveauet og mere om sin avling. Så raskt kongen disponerede over et tilstrækkelig med forråd, sørgede han for, at dette blev distribueret til fattigere bønder. I 1429 blev "Nongsa-jikseol" (hangul: 농사직설, hanja: 農事直說) udgivet under Sejongs overopsyn. Dette var den første bog om koreansk jordbrug, og den handlede blandt andet om høsten.

## Hangul
Kong Sejong Den Store fik stor betydning for koreansk historie ved, at han i 1443 introducerede det koreanske alfabet hangul, som skriftsprog for koreansk.
Hangul blev introduceret af Kong Sejong den store i 1443, som skriftsprog for koreansk. Det bruges for at skrive koreansk i både Nordkorea og Sydkorea, men i enkelte sammenhænge kompletteres det i Sydkorea med kinesiske skrifttegn i form af hanja. Det er verdens eneste tilrettelagte og hyppig brugte fonetiske skriftsprog, som med vilje er udformet for, at det skal være enkelt at forstå: Som i indiske skriftsprog, klassificeres hanguls konsonanter efter hvor i munden, de skal udtales, men det siges, at hangul går et skridt videre ved, at tegnene også repræsenterer et skematisk opsæt af hvordan, munden skal positioneres for at udtale lyden. ㄱ [k] angiver, at tungen er presset op mod ganen, ved kindtænderne, mens ㅋ [kʰ] desuden har en streg, som viser aspiration.

## Kong Sejongs fulde navn posthumt
- Kong Sejong Jangheon Yeongmun Yemu Inseong Myeonghyo den store af Korea
- 세종장헌영문예무인성명효대왕
- 世宗莊憲英文睿武仁聖明孝大王